# Rotterdami metró
A Rotterdami metró (holland nyelven: Rotterdamse metro) Hollandia Rotterdam városában található. Összesen 5 vonalból áll, a hálózat teljes hossza 100,6 km. A vágányok normál nyomtávolságúak, az áramellátás harmadik sínből történik, a feszültség 750 V egyenáram. Üzemeltetője a Rotterdamse Elektrische Tram. Éves utasforgalma 93 000 000 fő (2017).
A forgalom 1968. február 9-én indult el.

## Útvonalak
| Line   | Termini (North / East – South / West) | Stations | Length (km)              | Comments                                                             |
| ------ | ------------------------------------- | -------- | ------------------------ | -------------------------------------------------------------------- |
| Line A | Binnenhof – Vlaardingen West          | 24       | 17,2 (Schiedam Centumig) | Csúcsidőn kívül a végállomás Schiedam Centrum                        |
| Line B | Nesselande – Hoek van Holland Haven   | 31       | 42.4                     | A vonalat 2022-ig meghosszabbítják Hoek van Holland Strand állomásig |
| Line C | De Terp – De Akkers                   | 26       | 30                       |                                                                      |
| Line D | Rotterdam Centraal – De Akkers        | 17       | 21                       |                                                                      |
| Line E | Den Haag Centraal – Slinge            | 23       | 27                       | Része a RandstadRail-nek.                                            |